# 왁가그 이븐 잘루 알-람티
왁가그 이븐 잘루 알-람티 혹은 와가그 이븐 자르위(아랍어: وݣاݣ بن زلو اللمطي 혹은 아랍어: وجاج بن زلو اللمطي, 영어: Waggag Ibn Zallu al-Lamti)는 11세기 모로코의 말리키 학자이자 법학자이다. 아부 임란 알-파시(Abu Imran al-Fasi)의 제자였으며, 산하자-베르베르족 계열의 람타(Lamta) 부족에 속해있었다. 왁가그의 교리나 사상은 알모라비드 왕조의 성립에 큰 영향을 끼쳤는데, 알모라비드의 건국자이자 종교 지도자였던 아달라흐 이븐 야신이 그의 제자였기 때문이었다. 생몰년도 모두 미상으로, 대략 11세기 경 아글루 마을(오늘 날의 티즈니트) 근처에서 사망한 것으로 추정된다.

## 같이 보기
- 무라비트 술탄국
- 아달라흐 이븐 야신